# Byrsonima stipulina
Byrsonima stipulina är en tvåhjärtbladig växtart som beskrevs av Macbride. Byrsonima stipulina ingår i släktet Byrsonima och familjen Malpighiaceae. Inga underarter finns listade i Catalogue of Life.